# Straßenbahn-Museum Thielenbruch

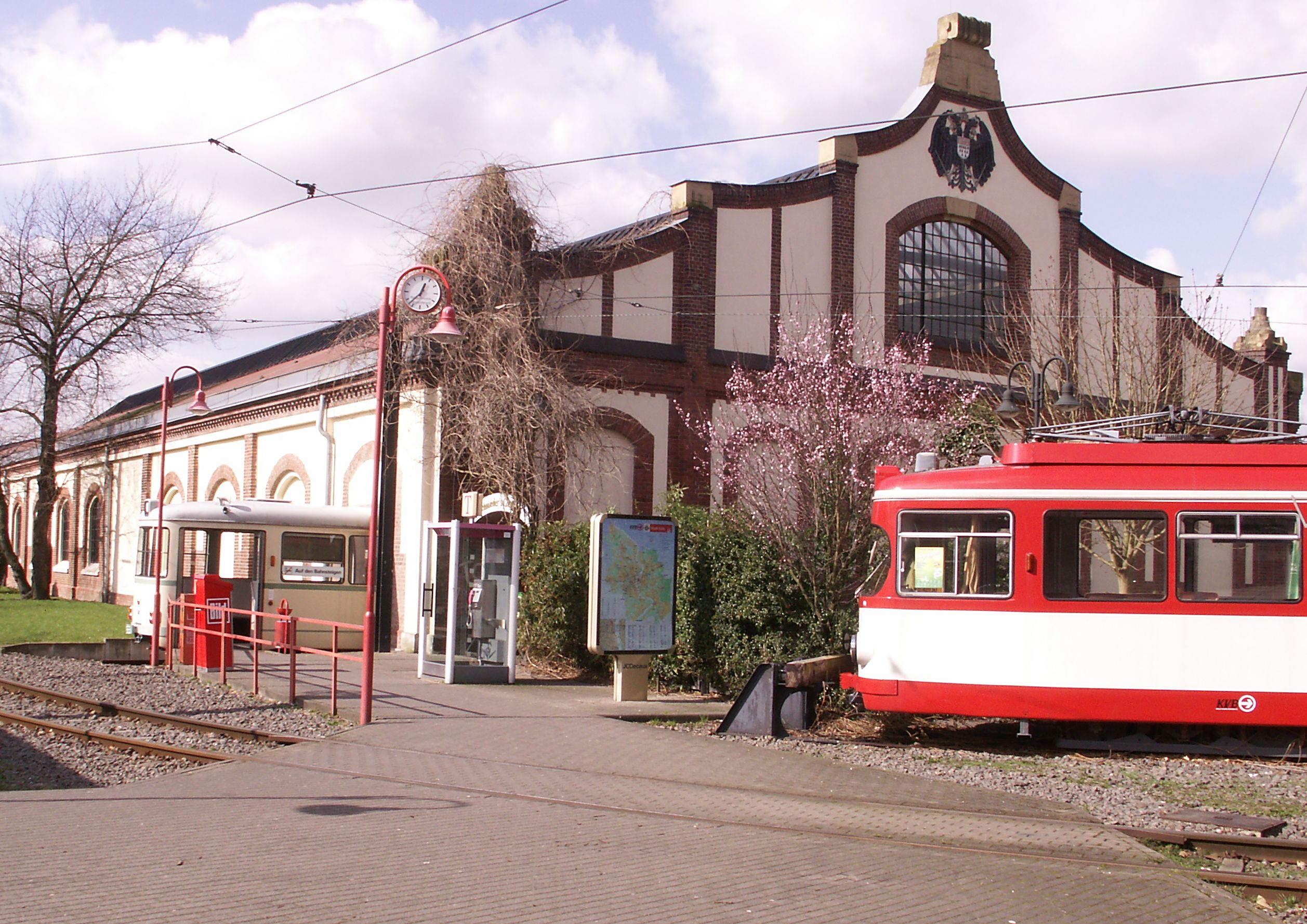
KVB-Museum

Das Straßenbahn-Museum Thielenbruch stellt die Geschichte des schienengebundenen Stadtverkehrs in Köln dar. Es befindet sich im Kölner Stadtteil Dellbrück und wurde im Jahr 1997 eröffnet.
In einer Wagenhalle von 1906 am östlichen Stadtrand von Köln wird die seit den 1960er/1970er Jahren allmählich aufgebaute Sammlung von Fahrzeugen der Kölner Verkehrs-Betriebe präsentiert. Mit rund zwei Dutzend teilweise betriebsbereiten Straßenbahnfahrzeugen bietet sie einen Überblick über die Entwicklung dieses Verkehrsmittels von der Pferdebahn bis zum Stadtbahnwagen. Der Verein „Historische Straßenbahn Köln e. V.“ betreibt das Museum ehrenamtlich. Im Gebäudekomplex befindet sich auch das Gasthaus im Museum.

## Sammlung
Die Sammlung umfasst derzeit (2021) 25 Fahrzeuge.

### Pferdebahn
Ältestes Fahrzeug ist der Pferdebahnwagen Nr. 211, der 1884 vom Hersteller Herbrand in Ehrenfeld gebaut und 1950 unter weitgehender Erhaltung der Originalsubstanz saniert wurde.

### Erste Elektrische

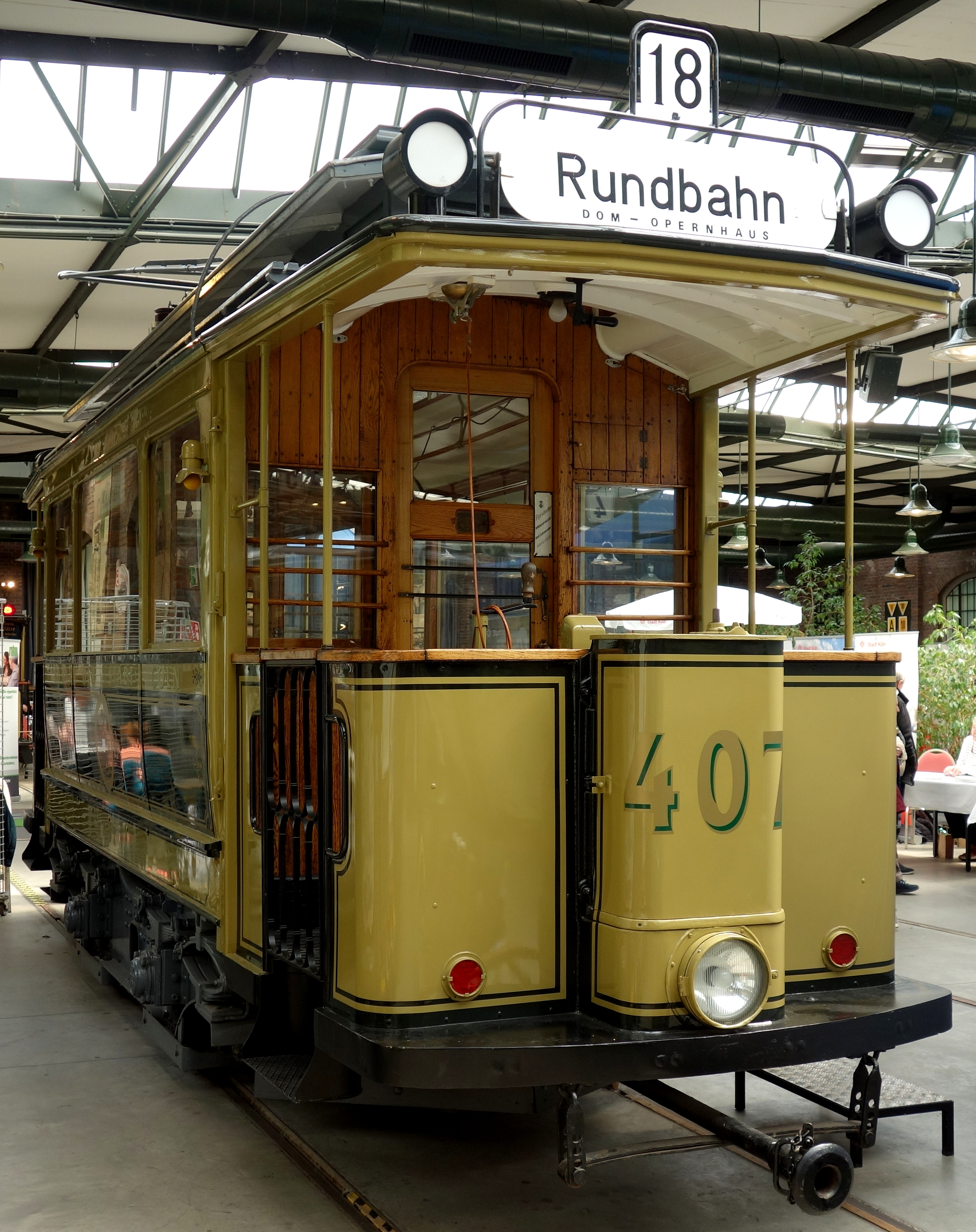
Triebwagen 407

Der erste Kölner elektrische Straßenbahn-Triebwagen trägt die Nummer 407. Gebaut wurde er 1902 bei van der Zypen & Charlier. Ursprünglich stammt er von der Bonner Straßenbahn, wo er als Wagen Nr. 7 fuhr. Er wurde dort 1961 ausgemustert und gelangte 1971 in den Besitz der Kölner Verkehrs-Betriebe, die ihn optisch an ihre Triebwagen jener Zeit anglich.

### „Finchen“

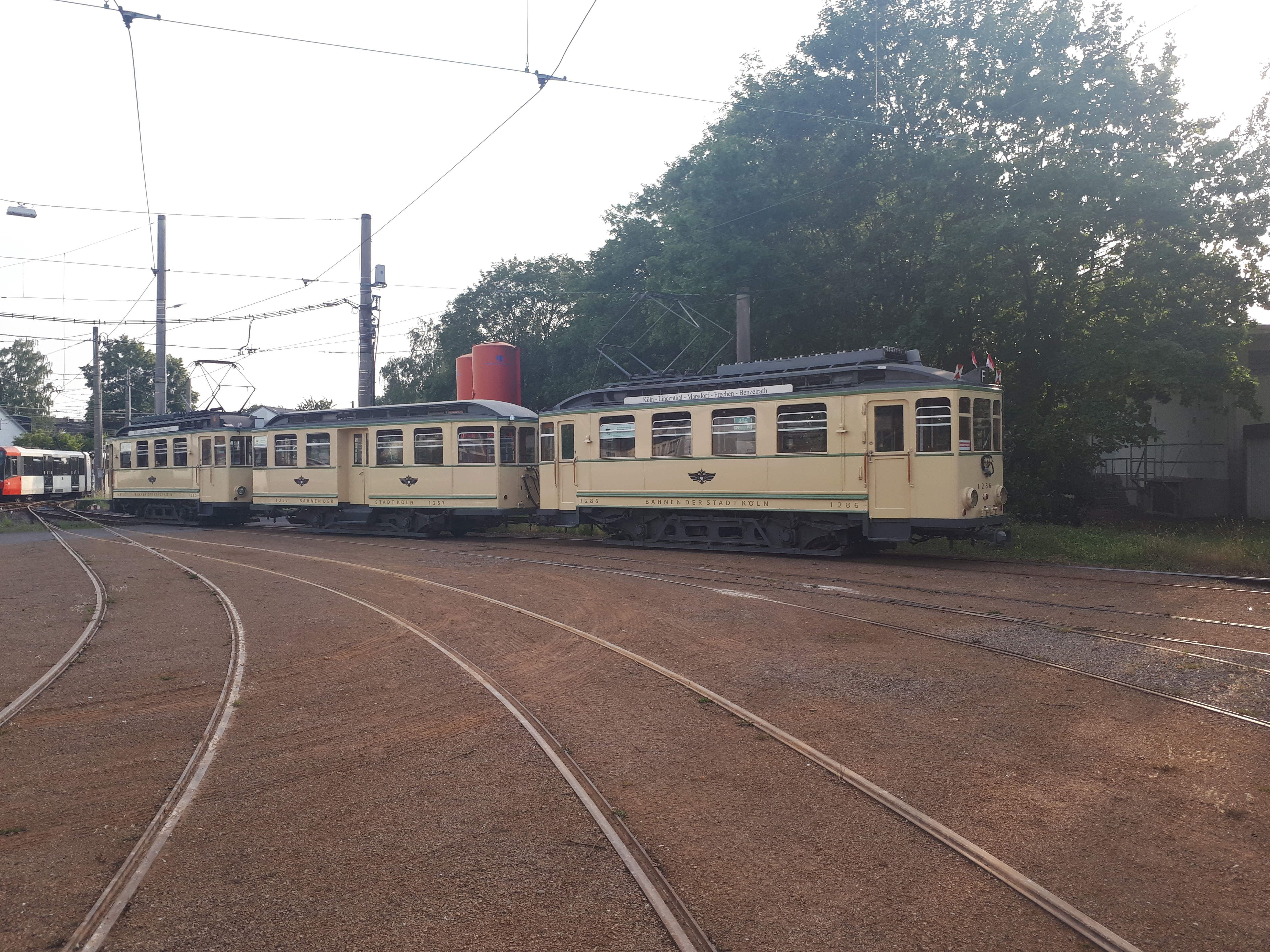
Der Finchenzug auf dem Gleisfeld des Straßenbahn-Museum Thielenbruch

Die sogenannte „Finchen“-Zuggarnitur stellt die älteste Vertreterin der Kölner Vorortbahn dar. Sie fuhr ab 1914 für die Köln-Frechen-Benzelrather Eisenbahn (KFBE) auf der Vorortbahnlinie F nach Frechen. Entgegen der landläufigen Annahme, die Linienbezeichnung F rühre vom Namen des Zielortes her (diese Art der Linienbezeichnung fand erst wesentlich später Anwendung), bedeutete das F lediglich, dass es sich um die als sechstes eröffnete Kölner Vorortbahnlinie handelte. (Die erste war die Linie A, die zweite die B usw.) Die Übereinstimmung kam rein zufällig zustande. Der Zug wurde von den Herstellern Herbrand, Siemens-Schuckert und van der Zypen & Charlier gebaut. Er besteht aus den Triebwagen 1285+1286, dem Vorortbahn-Beiwagen 1257 sowie dem Gepäckwagen 5321.

### Rundbahnwagen
Diese Züge wurden gegen Ende 30er Jahren von Westwaggon/Siemens-Schuckert angeschafft, um die immer noch verkehrenden Wagen der Erstausstattung der Kölner Straßenbahn (a là Tw 407) zu ersetzen. Sie wurden hauptsächlich für die Rundbahnlinie 18 benötigt. 1942 wurden nochmals baugleiche Wagen bestellt, um sie auch anderswo einsetzen zu können. Die im Museum befindlichen Wagen (Tw 1824+Bw 2825) stammen aus der Bauserie von 1939.

### Kriegsstraßenbahnwagen
Zurzeit noch in Aufarbeitung befindet sich der Kriegsstraßenbahnwagen Nr. 1732 aus dem Baujahr 1948. Der KSW war ein von der Reichsregierung in Auftrag gegebenes Fahrzeug, das 1943 entwickelt und ab 1944 an viele Straßenbahnbetriebe des deutschen Reiches ausgeliefert wurde, wo er einige der kaum zählbaren im Krieg zerstörten Straßenbahnen ersetzen sollte. So auch in Köln. Er zeichnete sich aus durch sein erstaunlich großes Fassungsvermögen, sowie durch einfache und robuste Konstruktion, bei der zahlreiche Einzelteile zerstörter Straßenbahnwagen verwendet wurden. Die Herstellung erfolgte bei der Waggonfabrik Fuchs in Heidelberg.

### Aufbauwagen

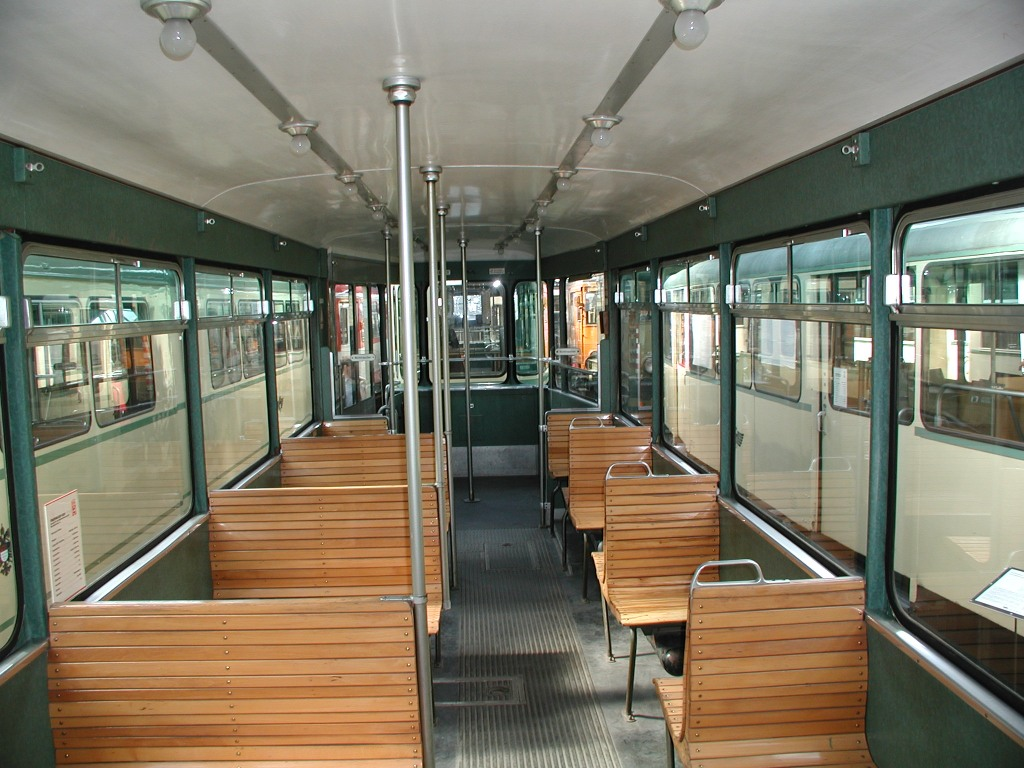
Innenraum des Tw 1824

Auch der Aufbauwagen 1872 stellt ein Provisorium dar. 1950 bei Westwaggon gebaut, elektrisch ausgerüstet von BBC und SSW, sollte er genau wie der KSW die im Krieg entstanden Defizite im Fahrzeugpark ausgleichen – in Köln existierten von um die 1000 Straßenbahnwagen nach dem Krieg noch 37. Die Fahrgestelle der sieben gebauten Wagen dieses Typs stammten von den sogenannten Tonnendachwagen, von denen kein Exemplar den Zweiten Weltkrieg überstand. Das Äußere entsprach optisch in vielerlei Hinsicht den KSW, technisch und im Innenraum bestanden jedoch gravierende Unterschiede.

### Sambawagen

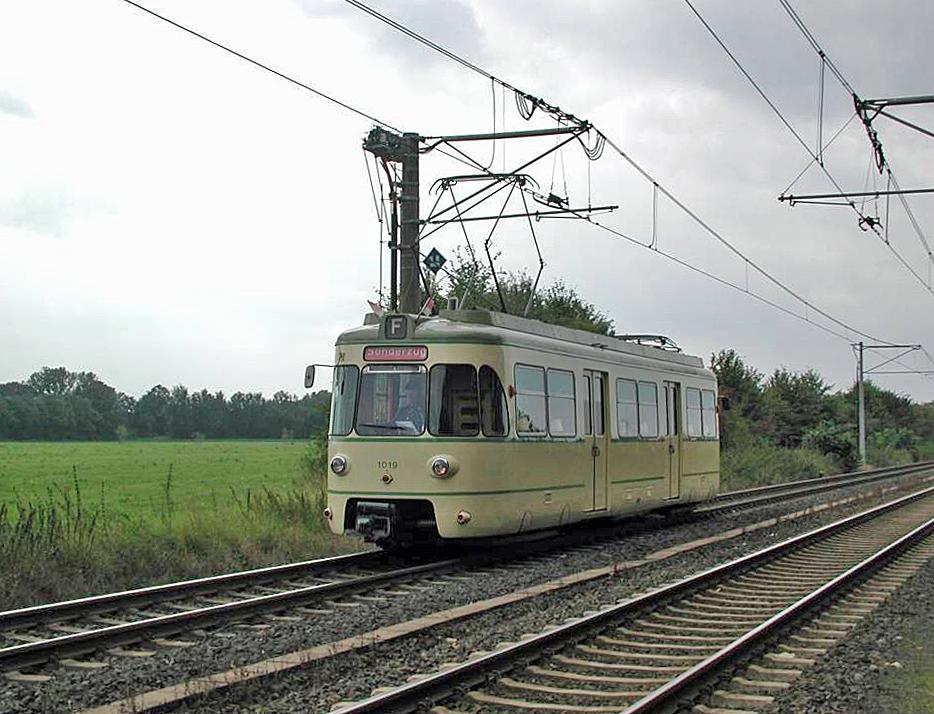
In freier Wildbahn: Sambawagen 1019 auf der Frechener Strecke im August 2007

Die Sambawagen wurden genau wie das „Finchen“ in diversen Varianten für die Frechener Vorortbahn beschafft. Neben den Einzelwagen, wie der im Museum ausgestellte Tw 1019 existierten auch Triebwagen mit nur einem Führerstand, die ähnlich den heutigen Stadtbahnwagen der Serie 2200 Heck-an-Heck gekuppelt wurden. Darüber hinaus wiesen sie abweichende Gestaltungsmerkmale innen und außen auf. Den Namen „Samba“ erhielten sie aufgrund ihrer ruhigen, hin und wieder wiegenden Fahreigenschaften. Beim Wagen 1019 handelt es sich mit Baujahr 1957 um einen der letzten angeschafften Wagen dieses Typs. Als gegen Ende der 1960er das Vorortbahnnetz in das Stadtnetz integriert wurde, zeichnete sich das Ende dieser Wagen bereits ab. Der letzte verschwand 1975, wobei allerdings nicht alle Wagen verschrottet wurden, sondern zum Teil an die Linzer Lokalbahn nach Österreich kamen. Lediglich der Wagen 1019 konnte als Arbeitswagen, Partybahn und schließlich Museumswagen bis heute in Köln erhalten werden.

### Großraumwagen der Serie 1300
Mit 80 Fahrzeugen stellen die Großraumwagen der Baureihe 1300 eine der größten Fahrzeugserien dar, die Köln je besessen hat. Gebaut wurden sie ab 1956 von Westwaggon und erregten in der Fachwelt großes Aufsehen. Im Museum sind zwei voll betriebsfähige Wagen (1321 und 1363) dieses Typs ausgestellt.

### Vorortbahnwagen „Paula“

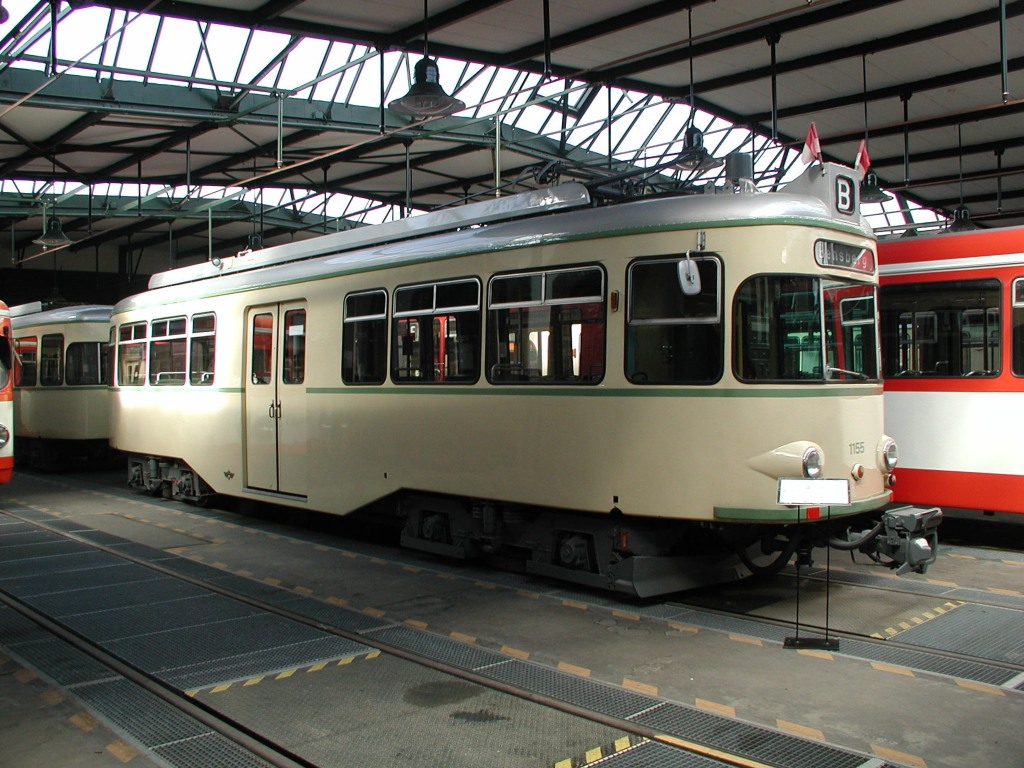
Vorortbahnwagen 1155 im Museum

Diese Fahrzeuge waren die letzten, die für die Vorortbahn angeschafft wurden. Baujahr ist 1958, die Wagen tragen die Nummern 1155 und 1159. Im Gegensatz zu den bis zu 5 Jahre älteren Sambawagen waren sie nach dem typischen Vorortbahnschema aufgebaut, sprich mit Mitteleinstieg. 1968 hatte man nach Aufgeben des getrennten Fuhrparks für die Vorortbahn kein Einsatzgebiet mehr für die erst 10 Jahre alten Wagen, die im Stadtverkehr betriebstechnisch äußerst ungünstig waren. Nachdem man zunächst vergebens einen Käufer für die Wagen gesucht hat, wurde man mit den Wiener Lokalbahnen doch noch fündig, nachdem man notgedrungen die ersten Wagen bereits verschrottet hatte. 1993 kehrten sie schließlich nach Thielenbruch zurück.

### Sechsachser 3501
Das letzte in Köln gebaute Straßenbahnfahrzeug war der von 1960 von Westwaggon konstruierte Tw 3501. Die Firma Westwaggon wollte mit diesem Fahrzeug gegen den Duewag-Gelenkwagen antreten. Allerdings hat Westwaggon den Bau von Straßenbahnwagen eingestellt und so bleibt er der einzige in Köln gebaute Sechsachser und der letzte Straßenbahnwagen, der in Köln gebaut worden ist. Im Museum dient er der Präsentation von Modellstraßenbahnen auf einer kleinen Anlage in dem Fahrzeug.

### „Achtachser“
Wie kein anderes Fahrzeug prägte der „Achtachser“ (Duewag-Gelenkwagen) über mehrere Jahrzehnte das Bild der Kölner Straßenbahn. Es gibt keine Linie, die nicht von ihm befahren wurde, abgesehen von den Strecken nach Bonn. Ihr Einsatz begann 1963 mit den ersten Sechsachsern, die später zu Achtachsern erweitert wurden und endete im Jahr 2006. Im Museum befindet sich der Wagen 3764, sowie der A-Teil (Vorderteil) des Tw 3209. Als Lärmschutzwand und Lagerraum befand sich noch der Tw 3212 auf einem Abstellgleis hinter der Bahnsteighalle, wurde jedoch wegen Vandalismusschäden dort abgezogen.

### Arbeitswagen und Gütertransportfahrzeuge
Schlussendlich werden im Museum noch zwei Elektrolokomotiven (Nr. 6108/6113), die hauptsächlich Güterzüge zogen, hin- und wieder aber auch aus Vorortbahn-Anhängern bestehende Personenzüge, ausgestellt. Gebaut wurden sie 1921 bzw. 1925 von van der Zypen & Charlier. Zu besichtigen sind auch ein dazu passender offenen Güterwagen mit 10 Tonnen Ladekapazität sowie die sog. „Trümmerlore“ 6734, von deren Art 1948 16 Stück zur Beseitigung von Trümmerbergen in Köln angeschafft wurden. Als diese Aufgabe beendet war, wurden sie – teilweise mehrfach umgebaut und bis in die 1980er Jahre als Arbeitswagen genutzt. Bis Ostern 2008 befand sich auch ein Schienenschleifwagen der Firma Schörling im Museum. Dieser musste abgeschafft werden, um Platz für den B-Wagen 2012 zu schaffen. Er wurde nach Hannover an das Straßenbahn-Museum abgegeben.

### Wagen 2012

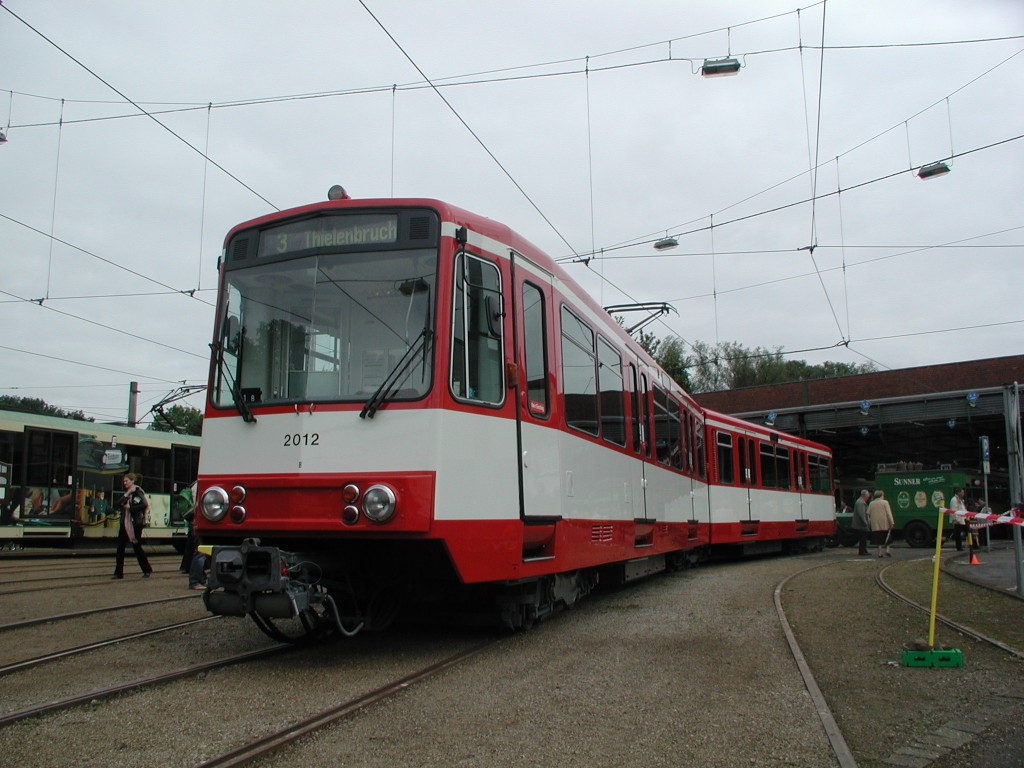
2012 auf der Jubiläumsfeier am 9. September 2007

Pünktlich zum 10-jährigen Bestehen des Museums wurde am 9. September 2007 der „Wagen 2012“ an das Museum übergeben. Dieser stellt somit den ersten museal erhaltenen Stadtbahnwagen B dar. Von dieser Serie wurden 1973 zunächst zwei Prototypen geliefert, die Serienproduktion über 57 Fahrzeuge lief 1976 an. Für den Einsatz als Museumswagen wurde das Fahrzeug von der KVB aufwändig in seine Ursprungslackierung zurückversetzt. Dabei wurden sogar Details wie Kupplungen und Unterbauten berücksichtigt. Fast alle Fensterscheiben wurden erneuert. Da der Wagen jedoch nach der Jubiläumsfeier aus Platzmangel noch eine ganze Woche unumzäunt, geschweige denn bewacht, vor der Museumshalle stand, erlitt er einen schweren Vandalismusschaden. Die KVB richtete den Wagen zwar wieder her, das Museum erhält ihn jedoch erst zurück, wenn in der Halle genügend Platz geschaffen wurde. Hierfür ist die Abschaffung von zwei im Museum stehenden Arbeitswagen notwendig. Bis dahin wird der Wagen von der KVB für Fahrschulfahrten genutzt.

## Fahrzeugparade

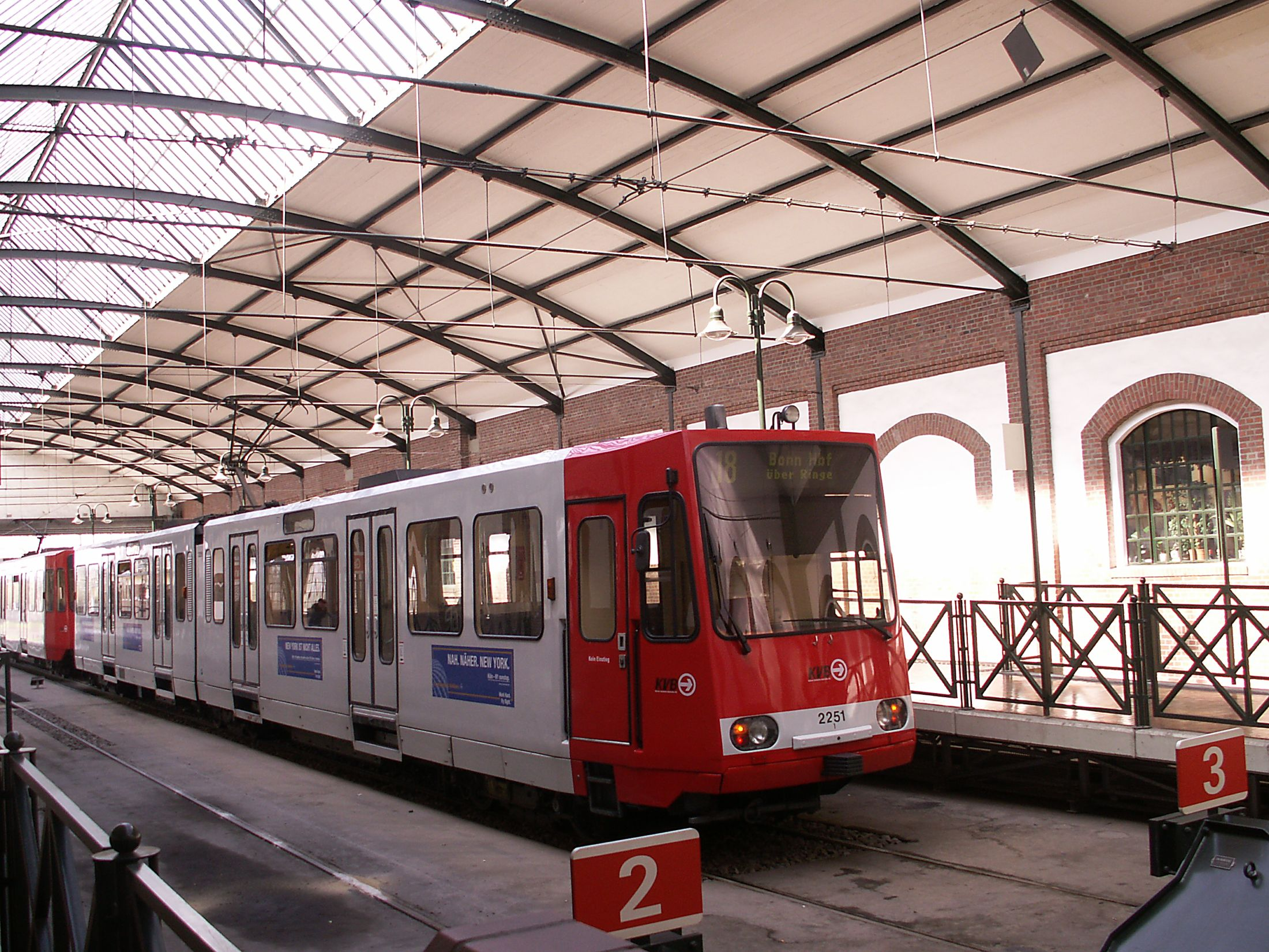
Stadtbahnzug in der Bahnsteighalle

Für die meisten Museumswagen fand der letzte Einsatz im Jahr 2002 statt, als die Kölner Verkehrs-Betriebe ihr 125-jähriges Jubiläum feierten. Alle fahrfähigen Wagen, dazu eine Traktion aus einem Kölner und Bonner B-Wagen der ersten Serie, ein K5000 sowie diverse Sonderfahrzeuge der KVB fuhren im Konvoi vom Rudolfplatz zum Neumarkt. Um den selbigen drehte die Pferdebahn ihre Runden. Der K5000 besaß zu diesem Zeitpunkt noch keine Zulassung für den Fahrgastbetrieb; für ihn war die Feier zugleich die erste Präsentation in der Öffentlichkeit.

## Andere Nutzungsmöglichkeiten
Die Museumshalle ist zugleich Kölns wohl am weitesten außerhalb gelegene Veranstaltungshalle, in der unter anderem (meist Jazz-)Konzerte und Flohmärkte stattfinden. Für das leibliche Wohl sorgt ein Gasthaus zwischen Museums- und Bahnsteighalle mit angeschlossenem Biergarten.